# Hella Jongerius
 (janvier 2010).
Si vous disposez d'ouvrages ou d'articles de référence ou si vous connaissez des sites web de qualité traitant du thème abordé ici, merci de compléter l'article en donnant les références utiles à sa vérifiabilité et en les liant à la section « Notes et références ».
Hella Jongerius, née le 30 mai 1963 à De Meern aux Pays-Bas est une designer néerlandaise contemporaine installée à Berlin. Elle est « directrice artistique en charge des couleurs et des matériaux » pour l'éditeur Vitra.

## Biographie
Hella Jongerius s'inscrit à l'Académie de Design à Eindhoven en 1988 pour étudier le design industriel et sort diplômée de cette Académie en 1993. Elle rejoint ensuite le collectif de designers Droog Design en 1993. Elle enseigne le design industriel à la Design Academy Eindhoven en 1998. Elle remporte plusieurs prix : Le Prix du Design à Rotterdam en 2003, le Prix du Créateur de l’Année du Salon du Meuble de Paris en 2004. 
Certaines des créations de Jongerius font partie des collections du MoMA ainsi que du Vitra Design Museum.

## Œuvres
- Bath Mat, Droog Design, Salon du meuble de Milan, 1993
- Série Soft Urn, Droog Design, 1994
- B-set, Royal Tichelaar Makkum (en), 1999
- Crystal Frock Chandelier, Swarovski, 2002
- Canapé Polder, Vitra, 2005